# Fairmont San Francisco
Fairmont San Francisco, kortweg The Fairmont, is een historisch luxehotel boven op Nob Hill in de Amerikaanse stad San Francisco (Californië). Het beslaat een volledig stratenblok tussen California Street, Mason Street, Sacramento Street en Powell Street. Aan de andere kant van Mason Street bevindt zich de Pacific-Union Club, terwijl het eveneens historische Mark Hopkins Hotel aan de overkant van California Street ligt.

The Fairmont (links boven) was een van de weinige gebouwen op Nob Hill die de aardbeving van 1906 redelijk goed doorstond.

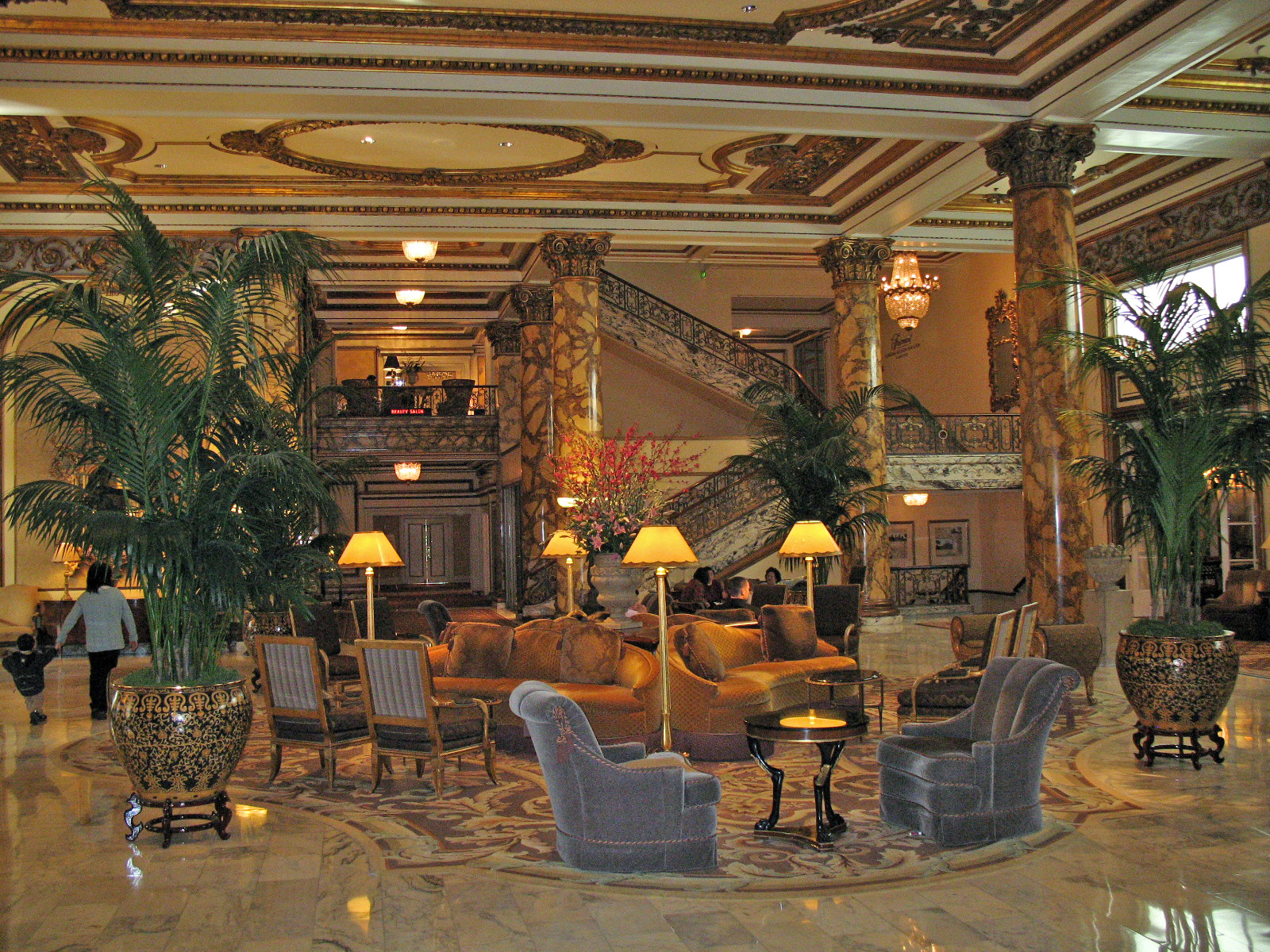
De lobby van het hotel.

## Geschiedenis
Het werd gebouwd in opdracht van Theresa Fair Oelrichs en Virginia Fair Vanderbilt ter ere van hun overleden vader, de mijnbouwmagnaat en senator James Graham Fair (1831-1894), naar een ontwerp van James en Merrit Reid in Italiaanse renaissancestijl. Het zou oorspronkelijk in 1906 openen, maar werd datzelfde jaar door de grote aardbeving van San Francisco beschadigd, waarna architecte Julia Morgan ingeschakeld werd om het met gewapend beton te versterken en op te knappen.
Op het einde van de Tweede Wereldoorlog werden de vergaderingen over het Handvest van de Verenigde Naties in The Fairmont in San Francisco gehouden. Het handvest werd opgesteld in de Garden Room. Het document werd niet in het hotel zelf ondertekend, maar in het War Memorial and Performing Arts Center, op 26 juni 1945. In diezelfde periode wisselde het hotel van eigenaar; Benjamin Swig was een zakenman van de oostkust die het hotel een broodnodige opfrissing gaf. Daarvoor schakelde hij Dorothy Draper in, een van de meest vooraanstaande binnenhuisarchitecten van dat moment.
In 1961 werd er een toren met 29 verdiepingen aangebouwd, in de noordoostelijke hoek.
Het hotel was oorspronkelijk het vlaggenschip van de Fairmont Hotels and Resorts-keten en maakt nu deel uit van FRHI Hotels & Resorts.
Sinds 1987 is The Fairmont een San Francisco Designated Landmark. In 2002 werd het toegevoegd aan het National Register of Historic Places.